# Conoeca irrorea
Conoeca irrorea är en fjärilsart som beskrevs av Felder 1875?. Conoeca irrorea ingår i släktet Conoeca och familjen säckspinnare. Inga underarter finns listade i Catalogue of Life.